# Verónica Loza
Verónica Loza (José Batlle y Ordóñez, Lavalleja, Uruguay, 1973) es una artista visual, VJ, compositora, cantante, iluminadora y escenógrafa uruguaya. Es miembro fundadora del colectivo musical Bajofondo y forma parte del proyecto Campo, liderado por Juan Campodónico. A lo largo de su carrera, ha trabajado en los campos de la música, el teatro y la danza, tanto en Uruguay como en el extranjero. 
Su labor como VJ en las presentaciones en vivo de Bajofondo, así como su trabajo en iluminación y escenografía para artistas como Jorge Drexler, Cuarteto de Nos y Peyote Asesino, ha sido clave en la consolidación del rol del artista visual en la escena musical contemporánea.

## Biografía
Verónica Loza nació en José Batlle y Ordóñez, en el departamento de Lavalleja, y se trasladó con su familia a Montevideo a los diez años. Completó la carrera de Diseño Teatral en la Escuela Multidisciplinaria de Arte Dramático (EMAD), donde se graduó en 1996. Desde mediados de la década de 1990, ha trabajado como iluminadora y escenógrafa, desarrollando proyectos para instituciones como la Comedia Nacional,   el Teatro El Galpón y el Ballet Nacional Sodre.

## Carrera musical

### Bajofondo

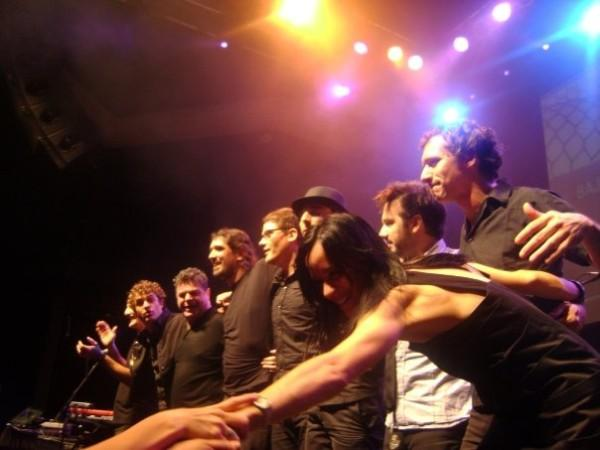
Verónica Loza junto a Bajofondo

En 2001, Loza se unió al proyecto musical Bajofondo, creado por Gustavo Santaolalla y Juan Campodónico. En el primer álbum del grupo, Bajofondo Tango Club (2002), interpretó una versión de Naranjo en flor, basada en un arreglo casero realizado por ella misma. A partir de este boceto, Santaolalla y Campodónico produjeron la versión final, que se convirtió en uno de los temas más emblemáticos del disco y permanece hasta hoy en el primer puesto de la influyente playlist Bajofondo Essentials de Apple Music.
Cuando Bajofondo evolucionó de un proyecto de dos productores a una banda, Loza se integró como VJ y cantante en sus giras internacionales, siendo la única mujer en la formación. Ha participado en giras por América, Europa y Asia. En el segundo álbum de la banda, Mar Dulce (2007), es coautora e intérprete de la canción Tuve sol, junto a Campodónico, Santaolalla y Javier Casalla. Su innovador enfoque, fusionando lo musical y lo visual en vivo, fue clave para consolidar el rol de VJ en la escena mundial.

### Campo
En 2012, Loza colaboró con Juan Campodónico en el disco debut del proyecto Campo, componiendo junto a él la canción El viento. En el segundo álbum del grupo, Tambor del cosmos (2017), participó como coautora de todas las canciones y fue vocalista en los temas Duerme Agua, Color y Vals del infinito. Además, fue parte de la banda en vivo como VJ y cantante.

## Otros trabajos
Además de su trabajo con Bajofondo y Campo, Loza ha diseñado la escenografía y la iluminación de espectáculos para artistas como Jorge Drexler, Cuarteto de Nos, Peyote Asesino y otros. En 2016, dirigió la escenografía, la iluminación y los visuales del espectáculo homenaje a Alfredo Zitarrosa, realizado en el Estadio Centenario de Montevideo, con la participación de más de treinta artistas iberoamericanos.
En 2023, Loza presentó la escultura El Panadero, realizada para la empresa Netlabs, ubicada sobre el Bulevar Artigas en Montevideo. La obra, de tres metros de altura, está compuesta por una estructura de acero inoxidable con 24 gajos y 228 plumerillos, representando un diente de león. La escultura rinde homenaje a la serie Cosmos de Carl Sagan, en la que la "nave de la imaginación" es representada por esta flor.

## Discografía

### Con Bajofondo
- Bajofondo Tango Club (2002)
- Mar Dulce (2007)
- Presente (2013)
- Aura (2019)

### Con Campo
- Campo (2011)
- Remixes y Rarezas (2013)
- Tambor del Cosmos (2017)